# Signifer
Szorosabb értelemben a római légióban az egyes centuriák illetve cohorsok jelvényeit hordozó katona.

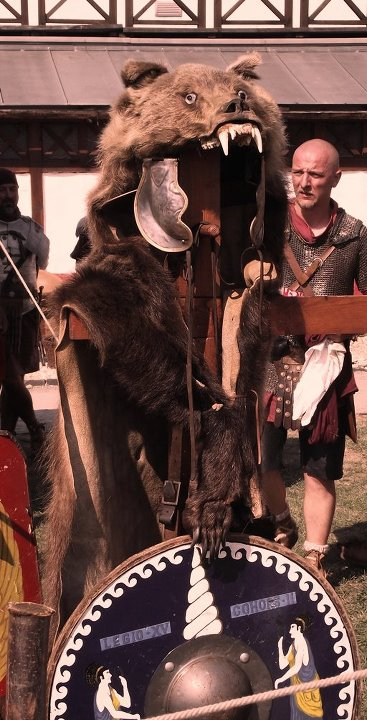
Signifer felszereléséhez tartozó medvebőr (Savaria Karnevál, 2011)

## Felszerelése
A római legionariushoz képest felszerelését a "signum" egészítette ki, amely az adott cohors/centuria jelvénye volt. A signum egy hosszú farúd, amelyre phaleákat (medálok) és egyéb kiegészítőket szereltek. 
Sisakján állatbőrt viselt, amelynek fejrésze eltakarta a sisakot.

## Szerepe
A signiferi a veszélyesebb rendfokozatok közé tartozott, mivel csatában a jelvényhordozó az első sorban harcolt, így téve lehetővé társainak hogy a sorok fölé emelkedő jelvényt kövessék. Mivel a signum hordozása "kétkezi" munka volt, nagy mérertű légiós pajzsot nem, csak kisebb kör alakút hordozhatott, emiatt védelme is gyengébb mint a scutummal (pajzs) felszerelt "standard" legionariusé.
Fenti szerepén túl bizalmasabb szerepkört is betöltött - ő volt az adott egység pénztárnoka, így felelős az egység fénzügyeiért. Adott esetben bankári funkciókat is ellátott.

## Fejlődése
Míg a köztársaság korában e név kizárólaga  szorosabb értelemben vett jevényhordozót illette, addig a császárkorban tágabb értelemben, egy rend megjelölésére is használták. Ebben az értelemben a "Signiferi" rend tagja, amely magába foglalta az összes jelvényhordozót (így például aquilifer, imaginifer, vexillarius).